# Ian McDonald (Autor)

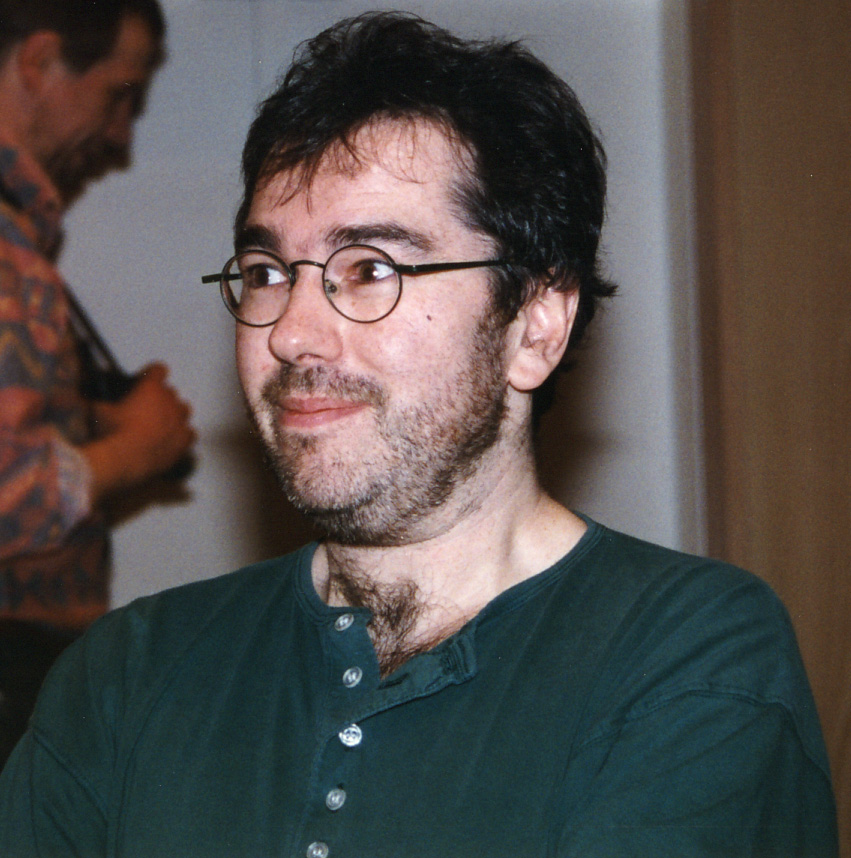
Ian McDonald 1997 bei den 9. SF-Tagen NRW

Ian McDonald (* 31. März 1960 in Manchester) ist ein britischer Schriftsteller.

## Leben und Wirken
Ian McDonald wurde 1960 in Manchester als Sohn einer irischen Mutter und eines schottischen Vaters geboren. 1965 zog er mit seiner Familie nach Nordirland. Ein Studium der Psychologie brach er ohne Abschluss ab, war lange arbeitslos und nahm verschiedene Arbeiten an. Zeitweise arbeitete er für eine Missionsgesellschaft und betreute einen ugandischen Mädchenchor während einer Tournee durch Irland, schrieb aber auch für Sesame Tree, den irischen Ableger der Sesamstraße. Seine erste SF-Story publizierte er 1983 in dem kurzlebigen Magazin Extro, sah sich nach anderen Veröffentlichungsmöglichkeiten um und kam mit Bantam Books in Kontakt, die ihn nach einem Roman fragten. Daraufhin schrieb McDonald Desolation Road. Seit 1987 ist er freischaffender Schriftsteller.

## Rezeption
Viele Romane und Geschichten sind vom Nordirlandkonflikt geprägt, sehr häufig werden Interessengegensätze und Auseinandersetzungen zwischen Volksgruppen geschildert, die sich in Herkunft oder Religion unterscheiden. Beispielsweise handelt sein Roman Narrenopfer von einem Konflikt zwischen Menschen und als Flüchtlingen eingewanderten Außerirdischen. In Herzen, Hände und Stimmen prallen zwei Lebensweisen aufeinander, eine biologisch verwurzelte und eine technisch orientierte, wobei es angesichts der Frage, welche besser sei, keine Antwort gibt. Ein weiteres wiederkehrendes Thema bei McDonald ist der Konflikt zwischen High-Tech-Entwicklungen und den Verhältnissen in Entwicklungsländern.
Der Chaga-Zyklus (bislang bestehend aus der Kurzgeschichte Zum Kilimandscharo, den Romanen Chaga und Kirinya sowie der Novelle Tendeléo's Story) schildert, wie biologische Pakete auf der Erde einschlagen und Zonen eines wild wuchernden fremden Lebens entstehen lassen, in denen die irdische Ökologie komplett absorbiert wird. Die Art und Weise, wie Menschen und Staaten damit umgehen, ob sie die Alien-Biologie als tödliche Bedrohung sehen oder als Chance für ein AIDS-Heilmittel begreifen, interessiert den Autor sehr. Die Reaktionen verraten viel über soziale Strukturen, Macht und Diskriminierung.
In dem Roman River of Gods schildert McDonald ein in Einzelstaaten zersplittertes Indien des Jahres 2047, in dem Künstliche Intelligenzen auf Techno-Hinduismus treffen. Auch die Texte des Erzählungsbandes Cyberabad Days spielen in dieser Welt.

### Kritik
- Karsten Kruschel über Herzen, Hände und Stimmen: "Mathembe selbst besitzt die gentechnisch vererbte Fähigkeit, aus biologischem Grundmaterial Lebewesen nach Belieben zu formen; und irgendwann hat sie beschlossen, daß das Sprechen nicht die Mühe wert ist. Sie gilt als stumm. Dieser literarische Kunstgriff gestattet es Ian McDonald, sowohl die konfessorischen als auch die proklamatorischen Ideen, Sprüche und Ansichten von außen zu zeigen. Weil Mathembe die Welt nicht mit Worten, sondern mit Körpersprache beschreibt, vermag sie die Verlogenheit, Engstirnigkeit und Idiotie beider Religionen/Lebensweisen zu durchschauen. Die Brutalitäten der mit Panzerung und Elektronik ausgestatteten Imperiumssoldaten und die der mit Viren und Biowaffen arbeitenden "Krieger des Schicksals" auf der anderen Seite unterscheiden sich nur technologisch. Beide Seiten fügen jenen Leuten Leid zu, für die zu kämpfen sie vorgeben. Das Buch ist also neben einer direkten Reaktion auf nordirische Zustände auch Spiegel ähnlicher Konflikte überall auf dieser Welt. Die Geschichte der Vertreibung bei Ian McDonald ist nichts weiter als das, was im verblutenden Jugoslawien "ethnische Säuberung" genannt wird: Völkermord der Links- an den Rechtshändern und vice versa. Die Machart des Romans ist die der Suche: Mathembe sucht die in den Kriegswirren verrissene Familie - und, unbewußt, einen Ausweg aus dem Dilemma. Daß Ian McDonald keinen anderen Schluss findet als die Flucht ins Transzendente - einen per Kuß zu übertragenden Friedens-Virus -, scheint für solcherart Konflikte typisch. Der Knoten ist gordisch."[1]

## Auszeichnungen
- 1989 Locus Award, Desolation Road, Bester Debütroman
- 1991 Philip K. Dick Award, King of Morning, Queen of Day, Bester Roman
- 1993 BSFA, Innocent, Beste Kurzgeschichte
- 1995 Kurd-Laßwitz-Preis, Scissors Cut Paper Wrap Stone, Bester fremdsprachiger Roman
- 1999 Kurd-Laßwitz-Preis, Sacrifice of Fools, Bester fremdsprachiger Roman
- 2001 Sturgeon Award, Tendeléo's Story, Beste Kurzgeschichte
- 2005 BSFA, River of Gods, Bester Roman
- 2007 Hugo Award, The Djinn's Wife, Beste Erzählung
- 2007 BSFA, The Djinn's Wife, Beste Erzählung
- 2008 BSFA, Brasyl, Bester Roman
- 2009 Grand Prix de l’Imaginaire, Roi du matin, reine du jour (französische Übersetzung von King of Morning, Queen of Day), bester fremdsprachiger Roman
- 2009 Philip K. Dick Award, Cyberabad Days, Besondere Erwähnung
- 2010 BSFA, The Dervish House, bester Roman
- 2011 John W. Campbell Memorial Award, The Dervish House
- 2016 Gaylactic Spectrum Award, Luna: New Moon, Bester Roman

## Werke (Auswahl)
Anthologien
- Empire Dreams. Bantam Books, New York 1988, ISBN 0-553-27180-6.
  - deutsche Übersetzung: Sternenträume. SF-Erzählungen. Bastei-Lübbe, Bergisch Gladbach 1993, ISBN 3-404-24166-5.
- Speaking in Tongues. Gollancz, London 1992, ISBN 0-575-05062-4.
- Cyberabad Days. Gollancz, London 2009.

Erzählungen
- Tendeléo's Story. Peter Crowther (Hrsg.): Futures. Four novellas. Warner Books, New York 2001, ISBN 0-446-61062-3.
  - deutsche Übersetzung: Tendeléos Geschichte. In: Peter Crowther (Hrsg.): Unendliche Grenzen. Bastei-Lübbe, Bergisch Gladbach 2003, ISBN 3-404-23266-6.
- White Noise. In: Peter Crowther (Hrsg.): Taps and sighs. Subterranean Press, Burton, MI 2000, ISBN 1-892284-74-X.
- Blue Motel. In: Ellen Datlow (Hrsg.): The Year's best fantasy and horror. 8th annual collection. St. Martin's Griffin, New York 1995, ISBN 0-312-13219-0.
- The luncheonette of dreams. In: Peter Crowther (Hrsg.): Narrow Houses. Warner Books, New York 1994, ISBN 0-446-60157-8.
- Kyle meets the river. In: Peter Crowther (Hrsg.): Forbidden Planets. Daw Books, New York 2006, ISBN 0-7564-0330-8.

Romane
- Desolation Road. Pyr Publ., Amherst, N.Y. 2009, ISBN 978-1-59102-744-7 (EA London 1988).
  - deutsche Übersetzung: Straße der Verlassenheit. Science-Fiction-Roman. Bastei-Verlag Lübbe, Bergisch Gladbach 1991, ISBN 3-404-24141-X[2]
- Out On Blue Six. Bantam Books, London 1990, ISBN 0-553-40044-4.
  - deutsche Übersetzung: Rebellin des Glücks. Eine Frau kämpft gegen die schöne neue Welt. Bastei-Verlag Lübbe, Bergisch Gladbach 1991, ISBN 3-404-24147-9.
- King of Morning, Queen of Day. Bantam Books, London 1992, ISBN 0-553-40371-0.
  - deutsche Übersetzung: König der Dämmerung, Königin des Lichts. Bastei-Verlag Lübbe, Bergisch Gladbach 1992, ISBN 3-404-20190-6.[2]
- Hearts, Hands and Voices. Gollancz, London 1992, ISBN 0-575-05061-6.
  - deutsche Übersetzung: Herzen, Hände und Stimmen. Heyne, München 1993, ISBN 3-453-06588-3.
- Kling Klang Klatch. VG Graphics, London 1992, ISBN 0-575-05198-1.
  - deutsche Übersetzung: Das Kling-Klang-Geheimnis (Carlsen Lux; Bd. 26). Carlsen, Hamburg 1992, ISBN 3-551-72550-0 (gezeichnet von David Lyttleton).[3]
- Necroville. Gollancz, London 2011, ISBN 978-0-575-09851-0 (EA London 1994).
  - deutsche Übersetzung: Necroville. Heyne, München 20098, ISBN 978-3-453-52437-8 (EA München 1996).
- Scissors Cut Paper Wrap Stone. Bantam Books, London 1994, ISBN 0-553-56116-2.
  - deutsche Übersetzung: Schere schneidet Papier wickelt Stein. Heyne, München 1994, ISBN 3-453-07745-8.
- Chaga. Novel of Africa, Ambition, the Alien and Football. Gollancz, London 1995, ISBN 0-575-06052-2.
  - deutsche Übersetzung: Chaga oder Das Ufer der Revolution. Heyne, München 1997, ISBN 3-453-12634-3.[4]
- Sacrifice of Fools. Vista Books, London 1997, ISBN 0-575-60059-4 (EA London 1996)
  - deutsche Übersetzung: Narrenopfer. Heyne, München 1998, ISBN 3-453-14867-3.
- Kirinya. Gollancz, London 1998, ISBN 0-575-06077-8.[5]
  - deutsche Übersetzung: Kirinja. Heyne, München 2000, ISBN 3-453-17091-1.[4]
- Ares Express. Earthlight Press, London 2001, ISBN 0-684-86151-8.
- River of Gods. Pyr Publ., Amherst, N.Y. 2006, ISBN 1-59102-436-6 (EA London 2004)
  - deutsche Übersetzung: Cyberabad. Heyne, München 2012, ISBN 978-3-453-52973-1.
- Brasyl. Gollancz, London 2008, ISBN 978-0-575-08288-5 (EA London 2007)
- The Dervish House. Gollancz, London 2010, ISBN 978-0-575-08862-7.
- Planesrunner. Jo Fletcher Books, London 2013, ISBN 978-1-78087-667-2 (EA Amherst, N.Y. 2011).
- Luna: New Moon (2015)
  - deutsche Übersetzung: Luna. Heyne, 2016, ISBN 978-3-453-31795-6.
- Luna: Wolf Moon (2017)
  - deutsche Übersetzung: Luna – Wolfsmond. Heyne, 2017, ISBN 978-3-453-31796-3.
- Luna: Moon Rising (2019)
  - deutsche Übersetzung: Luna – Drachenmond. Heyne, 2019, ISBN 978-3-453-31797-0.

## Filmografie (Auswahl)
- 1999: Katastrophe im Schwarzen Loch (Doomwatch: Winter Angel)